# Железничка линија Геиби
Железничка линија Геиби (芸備線 Geibi-sen) је железничка линија у Јапану превозника Западна јапанска железничка компанија (JR запад) у планинском региону Чугоку у Јапану. Почиње од станице Битчу Коџиро на западној страни Ними, Префектура Окајама, повезана преко станице Мијоши у Мијошиу, Префектура Хирошима и завршава се у станици Хирошима у Хирошими. Поред Чугоку експрес линија, Железничка линија Геиби сматра се главном приградском и локалном железничком линијом која покрива пут између севера префектуре Хирошима и града Хирошиме. Назив линије се односи на древне провинције Аки (安芸) (у префектури Хирошима) и Битчу (備中) (у префектури Окајама), које линија повезује.
Од 2007. године, ICOCA картица може да се користи у свим станицама између станице Хирошима и станице Каруга (станице на Градској мрежи Хирошима).

## Станице
- Ознака ● указује на станицу на којој се воз зауставља, а ознака | указује на станицу на којој се посебно воз не зауставља. Локални возови стају на свим станицама.
- Станице Каруга до Хирошиме су део градске мреже Хирошима.

| Линија                   | Станица      | Јапански | Растојање (км)           | Miyoshi Liner                                                                        | Трансфер                | Локација                                         | Локација           |
| ------------------------ | ------------ | -------- | ------------------------ | ------------------------------------------------------------------------------------ | ----------------------- | ------------------------------------------------ | ------------------ |
| Железничка линија Хакуби | Ними         | 新見     |                          |                                                                                      | Железничка линија Кишин | Ними                                             | Префектура Окајама |
| Железничка линија Хакуби | Нунохара     | 布原     |                          |                                                                                      |                         | Ними                                             | Префектура Окајама |
| Железничка линија Хакуби | Битчу Коџиро | 備中神代 | 0.0                      | Железничка линија Хакуби                                                             |                         | Ними                                             | Префектура Окајама |
| Железничка линија Геиби  | Битчу Коџиро |          | 0.0                      | Железничка линија Хакуби                                                             |                         | Ними                                             | Префектура Окајама |
| Сакане                   | 坂根         | 3.9      |                          |                                                                                      |                         | Ними                                             | Префектура Окајама |
| Ичиока                   | 市岡         | 6.4      |                          |                                                                                      |                         | Ними                                             | Префектура Окајама |
| Јагами                   | 矢神         | 10.0     |                          |                                                                                      |                         | Ними                                             | Префектура Окајама |
| Ночи                     | 野馳         | 13.6     |                          |                                                                                      |                         | Ними                                             | Префектура Окајама |
| Тоџо                     | 東城         | 18.8     |                          | Шобара                                                                               | Префектура Хирошима     |                                                  |                    |
| Бинго Јавата             | 備後八幡     | 25.3     |                          | Шобара                                                                               | Префектура Хирошима     |                                                  |                    |
| Учина                    | 内名         | 29.0     |                          | Шобара                                                                               | Префектура Хирошима     |                                                  |                    |
| Онука                    | 小奴可       | 33.6     |                          | Шобара                                                                               | Префектура Хирошима     |                                                  |                    |
| Догојама                 | 道後山       | 37.8     |                          | Шобара                                                                               | Префектура Хирошима     |                                                  |                    |
| Бинго Очиај              | 備後落合     | 44.6     | Железничка линија Кисуки | Шобара                                                                               | Префектура Хирошима     |                                                  |                    |
| Хибајама                 | 比婆山       | 50.2     |                          | Шобара                                                                               | Префектура Хирошима     |                                                  |                    |
| Бинго Саиџо              | 備後西城     | 53.2     |                          | Шобара                                                                               | Префектура Хирошима     |                                                  |                    |
| Хирако                   | 平子         | 57.4     |                          | Шобара                                                                               | Префектура Хирошима     |                                                  |                    |
| Така                     | 高           | 62.3     |                          | Шобара                                                                               | Префектура Хирошима     |                                                  |                    |
| Бинго Шобара             | 備後庄原     | 68.5     |                          | Шобара                                                                               | Префектура Хирошима     |                                                  |                    |
| Бинго Микаичи            | 備後三日市   | 70.5     |                          | Шобара                                                                               | Префектура Хирошима     |                                                  |                    |
| Нанацука                 | 七塚         | 72.2     |                          | Шобара                                                                               | Префектура Хирошима     |                                                  |                    |
| Јаманоучи                | 山ノ内       | 75.2     |                          | Шобара                                                                               | Префектура Хирошима     |                                                  |                    |
| Шимовачи                 | 下和知       | 80.1     |                          | Мијоши                                                                               | Префектура Хирошима     |                                                  |                    |
| Шиомачи                  | 塩町         | 83.2     | Железничка линија Фукуен | Мијоши                                                                               | Префектура Хирошима     |                                                  |                    |
| Камисуги                 | 神杉         | 84.7     | Железничка линија Фукуен | Мијоши                                                                               | Префектура Хирошима     |                                                  |                    |
| Јацуги                   | 八次         | 88.0     | Железничка линија Фукуен | Мијоши                                                                               | Префектура Хирошима     |                                                  |                    |
| Мијоши                   | 三次         | 90.3     | ●                        | Мијоши                                                                               | Префектура Хирошима     | Железничка линија Фукуен Железничка линија Санко |                    |
| Ниши Мијоши              | 西三次       | 91.9     | ｜                       | Мијоши                                                                               | Префектура Хирошима     |                                                  |                    |
| Шивачи                   | 志和地       | 99.6     | ｜                       | Мијоши                                                                               | Префектура Хирошима     |                                                  |                    |
| Камикаватачи             | 上川立       | 102.2    | ｜                       | Мијоши                                                                               | Префектура Хирошима     |                                                  |                    |
| Котачи                   | 甲立         | 106.5    | ●                        |                                                                                      | Префектура Хирошима     | Акитаката                                        |                    |
| Јошидагучи               | 吉田口       | 109.9    | ｜                       |                                                                                      | Префектура Хирошима     | Акитаката                                        |                    |
| Мукаихара                | 向原         | 116.1    | ●                        |                                                                                      | Префектура Хирошима     | Акитаката                                        |                    |
| Ибараичи                 | 井原市       | 122.0    | ｜                       |                                                                                      | Префектура Хирошима     | Асакита-ку (Хирошима)                            |                    |
| Шивагучи                 | 志和口       | 126.0    | ●                        |                                                                                      | Префектура Хирошима     | Асакита-ку (Хирошима)                            |                    |
| Камимита                 | 上三田       | 129.5    | ｜                       |                                                                                      | Префектура Хирошима     | Асакита-ку (Хирошима)                            |                    |
| Накамита                 | 中三田       | 134.0    | ｜                       |                                                                                      | Префектура Хирошима     | Асакита-ку (Хирошима)                            |                    |
| Ширакијама               | 白木山       | 136.3    | ｜                       |                                                                                      | Префектура Хирошима     | Асакита-ку (Хирошима)                            |                    |
| Каруга                   | 狩留家       | 138.5    | ｜                       |                                                                                      | Префектура Хирошима     | Асакита-ку (Хирошима)                            |                    |
| Камифукава               | 上深川       | 140.7    | ｜                       |                                                                                      | Префектура Хирошима     | Асакита-ку (Хирошима)                            |                    |
| Накафукава               | 中深川       | 143.5    | ｜                       |                                                                                      | Префектура Хирошима     | Асакита-ку (Хирошима)                            |                    |
| Шимофукава               | 下深川       | 144.9    | ●                        |                                                                                      | Префектура Хирошима     | Асакита-ку (Хирошима)                            |                    |
| Кумура                   | 玖村         | 146.8    | ●                        |                                                                                      | Префектура Хирошима     | Асакита-ку (Хирошима)                            |                    |
| Акијагучи                | 安芸矢口     | 149.3    | ●                        |                                                                                      | Префектура Хирошима     | Асакита-ку (Хирошима)                            |                    |
| Хесака                   | 戸坂         | 152.1    | ●                        |                                                                                      | Префектура Хирошима     | Хигаши-ку (Хирошима)                             |                    |
| Јага                     | 矢賀         | 156.9    | ●                        |                                                                                      | Префектура Хирошима     | Хигаши-ку (Хирошима)                             |                    |
| Хирошима                 | 広島         | 159.1    | ●                        | - Брзи воз Санјо - Главна линија Санјо - Главна линија Хирошима електрична железница | Префектура Хирошима     | Минами-ку (Хирошима)                             |                    |

## Возни парк
Следећи дизел возови (DMU) саобраћају на железничкој линији Геиби.
- KiHa 120 DMU
- KiHa 58 DMU
- KiHa 40 DMU

## Историја
Железничка линија Геиби састоји се од деоница које је отворила Геиби железница и повезује станице Хирошима и Бинго Шобара, као Шобара линија између Бинго Шобара и Бинго Очиај коју је делимично изградила Геиби железница, а затим национализована од стране железнице јапанске владе (JGR) и Саншин линија коју је изградила JGR између станица Онука и Битчу Коџиро. 1936. године, завршена је линија између Хирошиме и Битчу Коџиро, а Железница Геиби је национализована следеће године, чиме је цела линија стављена под контролу JGR. Датуми отварање за поједине деонице су дати у наставку.

### Геиби железница
- 18. април 1915.: Железничка линија Геиби отворена између Хигаши, Хирошима (разликује се од данашње станице Хигаши-Хирошима) и Шивачи.
- 1. јуни 1915.: линија је продужена од станице Шивачи до станице Мијоши (данашња станица Ниши Мијоши).
- 15. април 1916.: отворена станица Хесака.
- 15. јули 1920.: отворена је линија између станице Хирошима и станице Хигаши Хирошима. JNR отвара станицу Хирошима.
- 7. јуни 1922.: отворена је линија између станица Мијоши (данашња станица Ниши Мијоши) и Шиомачи (данашња станица Камисуги.
- 8. децембар 1923.: отворена линија између станице Шиомачи (данашња Камисуги) и Бинго Шобара.
- 20. септембар 1924.: отворене станице Накафукава и Јаманоучи.
- 1. фебруар 1925.: станица Вадамура постаје станица Шимовачи.
- 20. март 1929.: отворене станице Јага и Камифукава.
- 1. јануар 1930.: отворене станице Ширакијамагучи, Мита Јошинага и Токаичи.
- 22. април 1930.: отворена станица Тако (данашња станица Шиомачи.
- 25. април 1930.: отворена станица Микаичи.

### Железничка линија Шобара
- 1 June 1933: Tōkaichi Station is renamed Bingo Tōkaichi Station and Mikkaichi Station is renamed Bingo Mikkaichi Station. The Geibi Railway line between Bingo Tōkaichi Station (the current Miyoshi Station) and Bingo Shōbara Station is nationalized and renamed the Shōbara Line.
- 1 January 1934: Shiomachi Station is renamed Kamisugi Station, and Takō Station is renamed Shiomachi Station.
- 15 March 1934: The line between Bingo Shōbara Station and Bingo Saijō Station opens.
- 20 December 1935: The line between Bingo Saijō Station and Bingo Ochiai Station opened.

### Железничка линија Саншин
- 10 February 1930: The Sanshin Line opens between Bitchū Kōjiro Station and Yagami Station.
- 25 November 1930: The line opens between Yagami Station and Tōjō Station.
- 15 June 1935: The line between Tōjō Station and Onuka Station opens.
- 10 October 1936: The line between Onuka Station and Bingo Ochia Station opens. The Shōbara Line is absorbed into the Sanshin Line, which now includes everything between Bitchū Kōjiro Station and Bingo Tōkaichi Station.
- 21. новембар 1936.: отворена станица Догојама.

### Железничка линија Геиби
- 1 July 1937: The Geibi Railway line between Hiroshima Station and Bingo Tōkaichi Station is nationalized, and the Sanshin Line is absorbed into the Geibi Line. Kawatachi Station is renamed Kamikawatachi Station, Mita Yoshinaga Station is renamed Kamimita Station, Shirakiyamaguchi Station is renamed Shirakiyama Station, and Yaguchi Station is renamed Akiyaguchi Station.
- 10 August 1941: Kamifukawa Station and Yaga Station close.
- 28 October 1942: Yaga Station closes, and a signal box is installed.
- 2. април 1943.: станица Јага је поново отворена.
- 10. август 1948.: станица Камифукава је поново отворена.
- 1 February 1952: Hirako Station opens.
- 1 October 1953: Ichioka Station opens.
- 10 November 1954: The former Miyoshi Station is renamed Nishi Miyoshi Station.
- 10 December 1954: Bingo Tōkaichi Station is renamed Miyoshi Station.
- 20 July 1955: Uchina Station opens.
- 11. новембар 1955.: почиње сервис Чидори.
- 20 December 1956: Bingo Kumano Station is renamed Hibayama Station.
- 13 April 1959: The Chidori is upgraded to a local express train.
- 15 March 1962: The Taishaku service begins.
- 5 March 1968: The Taishaku and Chidori services are upgraded to regular express trains.
- 1 March 1983: The line between Miyoshi Station and Hiroshima Station uses CTC.
- 31 October 1983: The line between Bitchū Kōjiro and Miyoshi uses CTC.
- 15 March 1985: The Miyoshi express service begins.
- 1 November 1986: Freight service is discontinued on the Geibi Line.
- 1 April 1987: The Geibi Line becomes part of West Japan Railway Company following privatization of Japanese National Railways.
- 1 April 1991: Wanman driver-only operation commences on the line between Niimi and Miyoshi.
- 1 November 1991: The line between Miyoshi and Hiroshima is converted to wanman driver-only operation.
- 22 March 2002: The Chidori and Taishaku express services are absorbed into the Miyoshi express service.
- 1 October 2003: The Miyoshi Liner and Tsūkin Liner services begin.
- 23 April 2006: The Geibi Line is moved between Kamikawatachi and Kōtachi following widening of Hiroshima Prefectural Route 37 between Hiroshima and Miyoshi.
- 19 July 2006: Services between Bingo Ochiai and Bingo Saijō are suspended due to storm damage of the Geibi Line. An interim bus service begins the following day.
- 1 April 2007: Train service is resumed between Bingo Ochiai and Bingo Saijō.
- 1 July 2007: Miyoshi express services are discontinued, and Tsūkin Liner rapid services are integrated into Miyoshi Liner rapid services.[1]